# Mitsukurinidae
Mitsukurinidae – rodzina ryb lamnokształtnych (Lamniformes), obejmująca jeden współcześnie żyjący gatunek Mitsukurina owstoni oraz taksony kopalne, których najstarsze skamieniałości pochodzą z wczesnej kredy. Morfologiczne cechy diagnostyczne rodziny zostały ustalone na podstawie żyjącego gatunku. Za jego bliskim pokrewieństwem z wymarłymi gatunkami przemawia silnie rozszerzone rostrum, przypominające wiosłonosowate, wydłużona płetwa odbytowa oraz szczegóły budowy szkieletu.

## Klasyfikacja
Rodzina została utworzona przez Jordana dla rodzaju Mitsukurina, który przez część paleontologów był synonimizowany z wymarłymi Scapanorhynchus, pochodzącymi z górnej kredy, umieszczanymi przez innych w rodzinie Scapanorhynchidae. Od końca XX wieku Scapanorhynchidae jest uznawana za synonim Mitsukurinidae.
Do rodziny należy jeden występujący współcześnie występujący rodzaj:
- Mitsukurina Jordan, 1898 – jedynym przedstawicielem jest Mitsukurina owstoni Jordan, 1898 – mitsukurina

Opisano również rodzaje wymarłe:
- Anomotodon Woodward, 1889
- Scapanorhynchus Arambourg, 1952

Rodzajem typowym jest Mitsukurina.